# Kościół św. Jana Chrzciciela w Gnieźnie
Kościół św. Jana Chrzciciela w Gnieźnie – kościół w stylu gotyckim z połowy XIV wieku z wieżą z XV-XVI wieku z hełmem barokowym pokrytym blachą miedzianą w 1666 roku. Jednonawowy z węższym i niższym prezbiterium. W nawie sklepienia krzyżowo-żebrowe. Na wspornikach żeber dekoracja rzeźbiarska: lis i gęsi, pelikan karmiący pisklęta, lwy, maski. Wewnątrz cenna polichromia gotycka z II poł. XIV wieku zdobiąca ściany i sklepienie prezbiterium, figuralna, przedstawiająca sceny z życia Chrystusa, Matki Boskiej, Jana Chrzciciela oraz postacie świętych, głowy królów i proroków. Mieści się przy ul. św. Jana.

## Początki kościoła

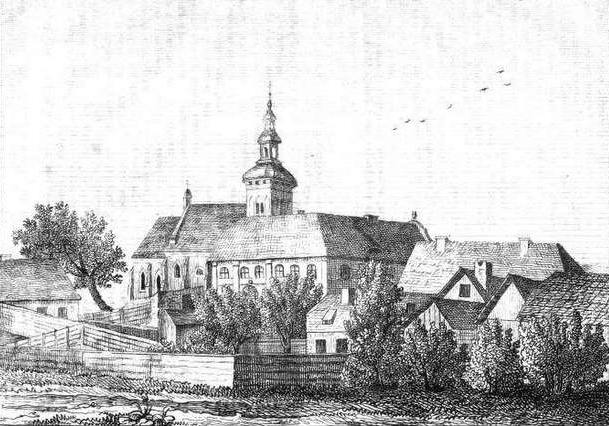
Kościół św. Jana (litografia z lat 40. XIX w.)

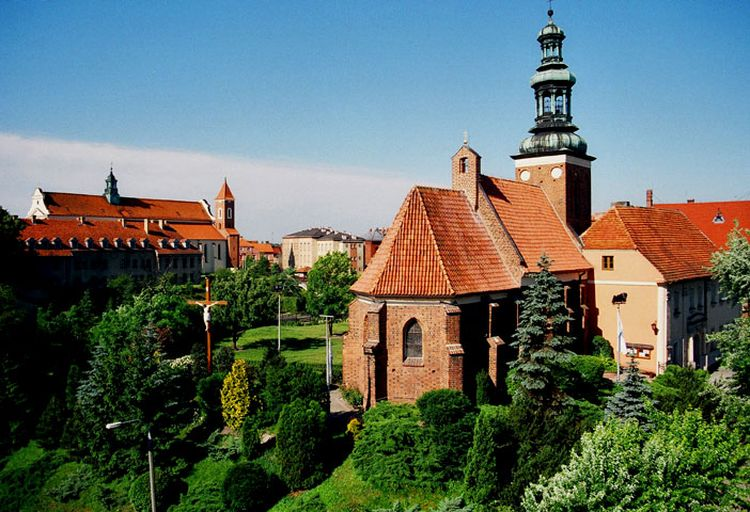
Kościół św. Jana Chrzciciela wraz z klasztorem

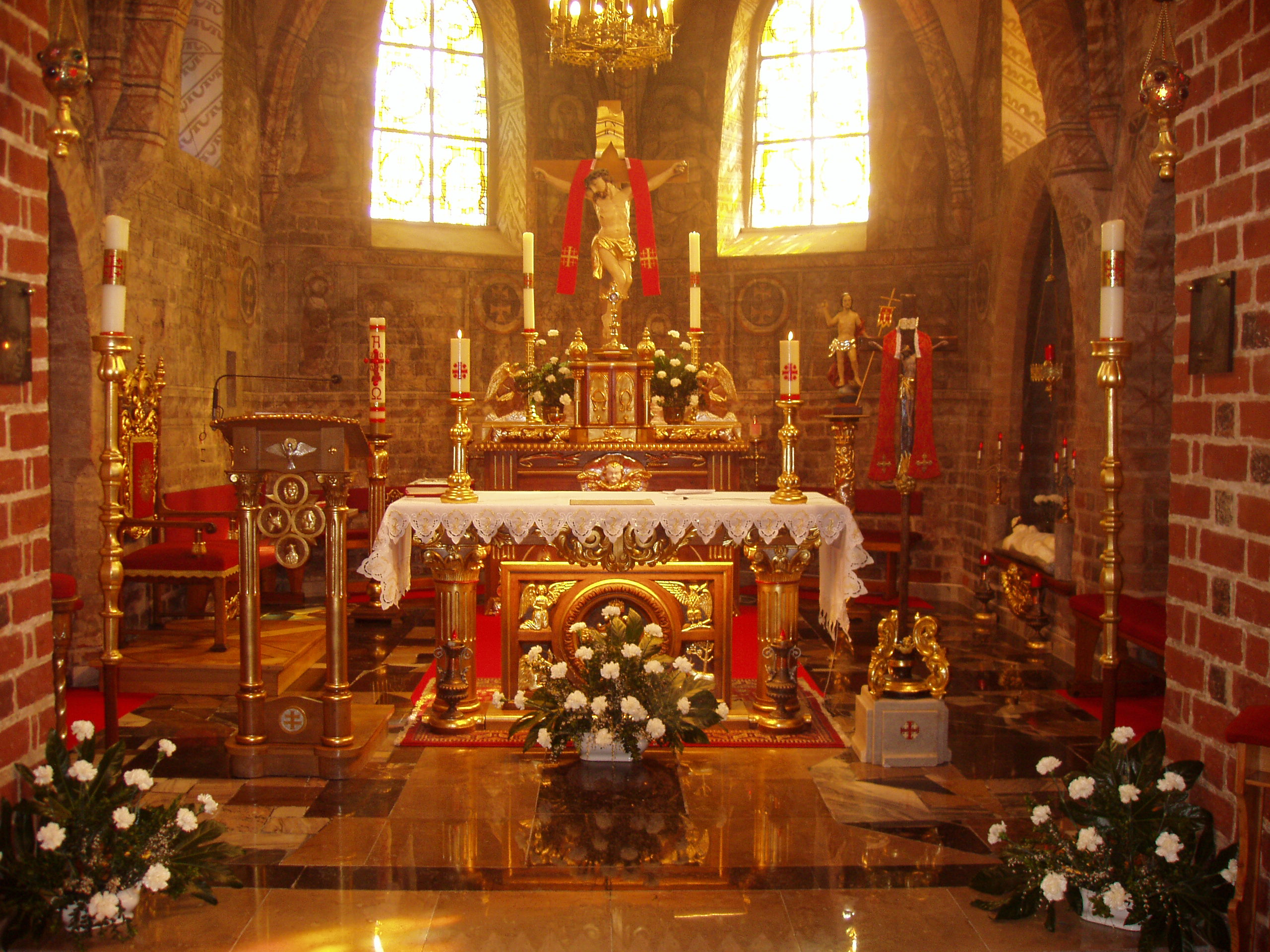
Prezbiterium

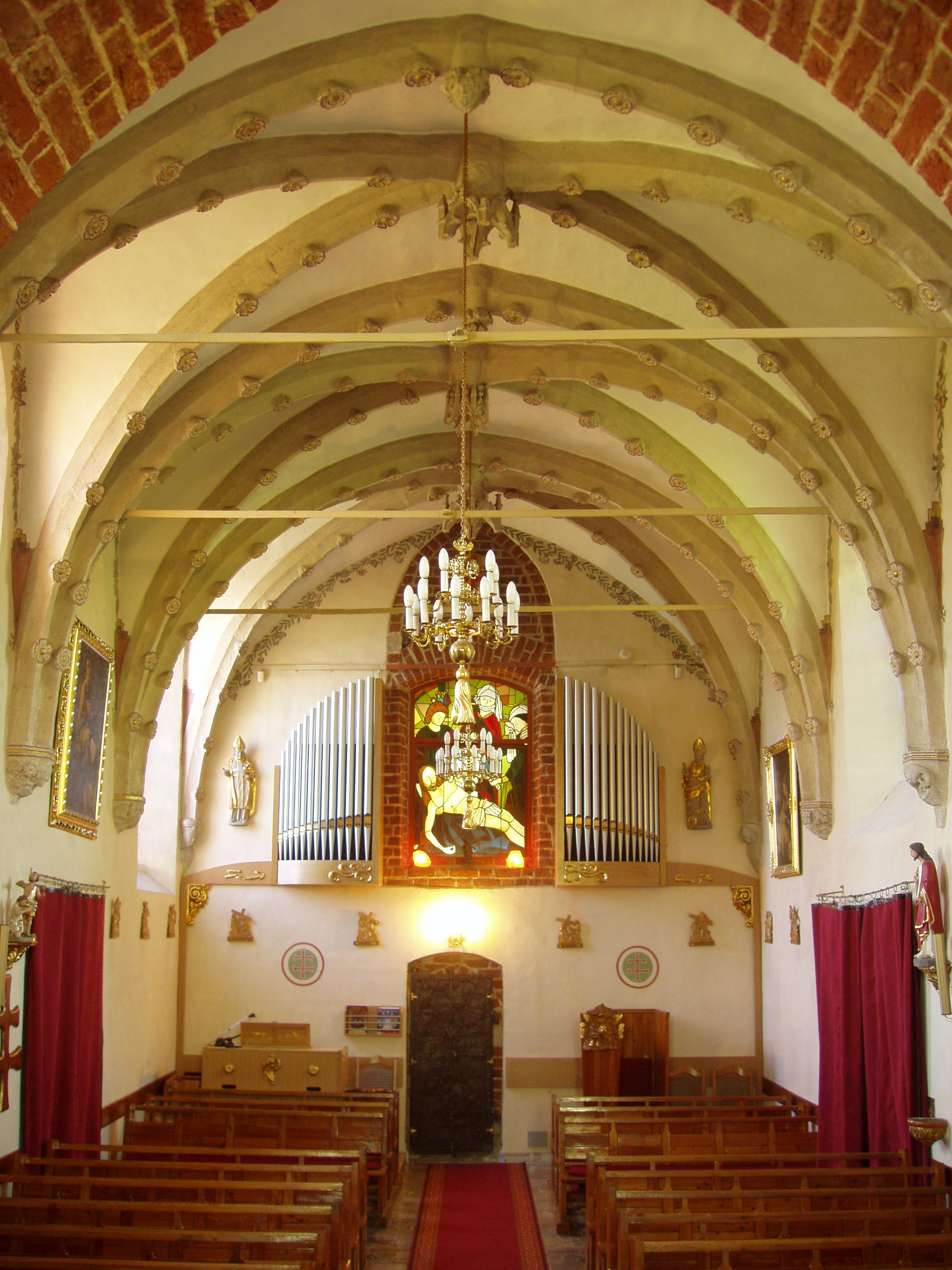
Nawa kościoła

Około 1179 roku Przecław, kanonik gnieźnieński sprowadził z Miechowa bożogrobców – zakon powstały w czasie wypraw krzyżowych dla obrony Grobu Chrystusowego w Jerozolimie – i osadził ich przy kościele św. Krzyża. Znakiem zakonu był krzyż z podwójną poprzeczką. W 1243 roku Przemysł I i Bolesław Pobożny ufundowali Bożogrobcom kościół i klasztor na przedmieściu Gniezna, przy istniejącym już szpitalu na Grzybowie. Ok. poł. XIV w. wzniesiono tam obecny ceglany kościół pw. św. Jana. Pochodzi on prawdopodobnie z czasu po spustoszeniu Gniezna przez Krzyżaków w 1331 roku. Poprzedni kościół mógł ulec zniszczeniu ze względu na swoje położenie poza linią obwarowań.

## Architektura i wnętrze
Kościół św. Jana jest budowlą orientowaną, jednonawową, wydłużoną, gotycką, murowaną z cegły w układzie polskim. Jego prezbiterium (wys. 5,6 m.; szer. 5,15 m.; długość 7,50 m). skierowane na wschód, jest nieco starsze od nawy, z ok. poł. XIV w., posiada dwa przęsła sklepienne krzyżowe, z tych ostatnie 5-polowe. Przęsła dzieli gurt o prostym profilu, żebra mają profit tzw. suchy. Gurt i żebra ceglane opierają się na wspornikach, wykonanych ze sztucznego kamienia, mających kształt pięciobocznych spiczastych ostrosłupów. Na przecięciu żeber w każdym przęśle znajduje się okrągły, płasko rzeźbiony zwornik, jeden z gładką tarczą herbową, drugi z podwójnym krzyżem (godło Bożogrobców).

## Prezbiterium
Pierwotne prezbiterium miało tylko 3 okna poł. XIV w.; dwa w ścianach dwubocznego zamknięcia oraz jedno w ścianie południowej. Następne okno w tej ścianie przebito prawdopodobnie w XVI w., a dwa kolejne okna – w ścianie północnej – pod koniec XVII wieku. Obecnie wszystkie sześć ścian posiada otwory okienne.
W przęśle bliższym nawy, na przeciwległych ścianach, znajdują się dwie półkoliste wnęki, rozczłonkowane trzema ostrołukowymi zawieszonymi arkadami (przeznaczone na siedzenia dla zakonników – sedilia). W drugim przęśle, w ścianie południowej, jest wnęka z profilowanym obramieniem, zasklepionym ostrym łukiem, a naprzeciw - w ścianie północnej – w nowej oprawie z kamienia w gładkim kamiennym obramieniu – nieduży otwór – nisza na tabernakulum.
Pierwotne prezbiterium nie posiadało wyprawy tynkowej, lecz pokryte było polichromią na cieniutkiej pobiale wapiennej, spod której wyraźnie przebija widoczny wątek cegieł, na ogół bardzo regularny, polski. Pod koniec XVII w. i ok. poł. XVIII w. dokonano gruntownej restauracji kościoła, podczas której otynkowano całe wnętrze świątyni, przy czym zatynkowano także polichromię.
Polichromia gotycka, z II poł. XIV w., wykonana na cienkiej pobiale wapiennej techniką "al secco". Na obramieniach okiennych, w otoku łuku tęczowego występują roślinne i geometryczne ornamenty, które są wykonane kolorem czerwonym i czarnym. System dekoracji malarskiej jest spójny i opiera się na wykorzystaniu płaszczyzn, określonych architekturą poszczególnych ścian i sklepiennych pól, z zachowaniem zasady symetrii w układzie kompozycyjnym. Polichromia nie zaciera architektury wnętrza, przeciwnie, akcentuje ją przez podkreślenie elementów konstrukcyjnych (gurtu i żeber), jak również przez obrzeżenie wnęk i wykrojów okiennych - geometrycznym ornamentem, zakreślającym pola dla figuralnych kompozycji. W polichromii ścian obowiązuje układ strefowy. Na wysokości 1,65 m od posadzki ciągnie się pas scen figuralnych, ujęty obramieniem z białawych pasków, górą, dołem oraz między poszczególnymi scenami. Górna granicą tego pasa kompozycji są dolne glify okienne.
Strefa górna polichromii podporządkowuje się ściśle wykrojowi ściany, określonemu przez łuk sklepienia. Dekoracja malarska rozmieszczona jest symetrycznie po obu stronach okna. Również pola sklepienne dekorowane są symetrycznie i według analogicznych schematów podziału płaszczyzny. Na polach sklepiennych, na tle gładkim, obrzeżonym żółtymi i białymi pasami obiegającymi wzdłuż żeber, znajdują się głowy o nadnaturalnej wielkości, osadzone na popiersiach. Na przęśle 4 - polowym mieści się 8 głów, na przęśle 5-polowym - 10, (po dwie głowy w każdym żaglu sklepiennym). Są to głowy królów i proroków Starego Testamentu (jedna głowa kobieca). Zdecydowana większość głów są lekko w bok i posiadają nakrycie w rodzaju czapek książęcych czeskiego typu - płaskich lub z podniesionym rogiem. Jedna z głów nie posiada nakrycia. Głowy otoczone są czarnym konturem. Modelunek barwy występuje tylko wokół oczu i przy nosie oraz w partiach szat. Twarze mają poważny wyraz. Oczy są szeroko rozwarte i widoczne są czarne źrenice.
Ściany zdobi szereg kompozycji figuralnych. W dwóch kondygnacjach rozmieszczone są sceny z życia Chrystusa, Matki Bożej, św. Jana Chrzciciela i postacie Świętych. W górnej kondygnacji, na poziomie okien, od lewej strony (czyli od północy), znajdują się sceny: Narodzenie Pana Jezusa; Chrystus w świątyni adorowany przez aniołów; Zwiastowanie; Ecce Homo; św. Biskup; św. Agnieszka; św. Barbara; święta nieznana; św. Dorota. W kondygnacji dolnej, od północy, biegną sceny: Dawid grający na harfie; ukrzyżowanie; Zmartwychwstanie; Chrystus w otchłani; koronacja Matki Bożej; ścięcie św. Jana Chrzciciela; taniec Salome. We wnękach na sedilia i między scenami: tarcze z godłami Bożogrobców i figurki klęczących zakonników. We wnęce ostrołukowej w ścianie poł. postacie św. Jana Chrzciciela i św. Jana Ewangelisty. Na ścianie tęczowej - Matka Miłosierdzia i św. Krzysztof.

## Nawa, wieża i klasztor
Nawa wzniesiona została w II poł. XIV w. Jej elementy konstrukcyjne (żebra, zworniki, wsporniki, obrzeża okienne) wykonane są ze sztucznego kamienia. Nawa wzniesiona została w II poł. XIV w. Jest nieco wyższa i szersza aniżeli prezbiterium, czteroprzęsłowa, od zachodu z czworoboczną wieżą, w której przyziemiu znajduje się zakrystia. Sklepienia krzyżowo-żebrowe, wyodrębnione są wydatnymi żebrami jarzmowymi. Wsporniki żeber o bogato rzeźbionej, figuralnej i zwierzęcej dekoracji, z różnymi przedstawieniami. Na ścianie płn. – lis i gęsi, pelikan karmiący pisklęta, maski otoczonej liśćmi. W kluczach żeber trzy zworniki w kształcie bogatych baldachimów, czwarty – zniszczony. Na przecięciu żeber dwie głowy dwuwitrarzowe oraz kwiaty z podwójną koroną. Na żebrach nawy bogata dekoracja z rozetek i pięciolistnych kwiatów. Łuk tęczowy ostrołukowy. Okna gotyckie również ostrołukowe (pięć). Portale do nawy: od pd. - gotycki - z profilowanej cegły, z uszkodzonymi ościeżami; od płn. - barokowy - z XVII w. Drzwi z zakrystii do nawy z blachy żelaznej ze starym zamkiem (w. XVIII).
Wieża czterokondygnacyjna. W jej przyziemiu od płn. okrągłe okienko z czterolistnym przezroczystym kamieniem. Na pozostałych kondygnacjach okna, blendy ostrołukowe i okrągłe. Hełm z blachy miedzianej - barokowy (1666), z dwiema latarniami. Od zewnątrz kościół jest opięty dwuskokowymi skarpami. Gzyms cokołowy z profilowanej cegły. Gzyms koronujący - tynkowany - nowszy (2 poł. XVII w., pod nim fryz z cegieł). Dachy dwuspadowe, kryte rzymską dachówką.
Przylegający do kościoła klasztor powstał jako obiekt murowany, wolno stojący w drugiej połowie XIII wieku. Był to budynek w stylu gotyckim w całości podpiwniczony, prawdopodobnie piętrowy. Przez kolejne lata przebudowywany i rozbudowywany. Aktualną formę w stylu barokowym nadano mu w drugiej połowie XVIII wieku. Wtedy dobudowano ganek łączący na piętrze klasztor z wieżą kościoła, nadając mu w rzucie kształt litery L. Po kasacie Zakonu Bożogrobców w 1822 r. władze pruskie utworzyły w nim szkołę chrześcijańską, świecką funkcję edukacyjne pełnił aż do końca XX w. Obecnie jest własnością prywatną. Ostatnie prace odsłoniły zabytkowe drewniane stropy z roku 1789, trwa proces adaptacji do upublicznienia obiektu.